# Lewis Milestone
Lewis Milestone (Kishinew, ara Chișinău, Moldàvia, 30 de setembre de 1895 - Los Angeles, Califòrnia, 25 de setembre de 1980) fou un director de cinema estatunidenc.

## Biografia
Lev Milstein o Leib Milstein, va néixer a Kishinev, a la regió de Bessaràbia, dins l'antic Imperi Rus (actual Chișinău, Moldàvia), en el si d'una família jueva. Va emigrar als Estats Units sortint en vaixell des d'Hamburg, tot fent escala a Southampton. Va arribar a Amèrica el 14 de novembre de 1913, just abans de la Primera Guerra Mundial.
Als Estats Units es va canviar el nom pel de Lewis Milestone. Allà va treballar en diferents oficis fins al començament de la Primera Guerra Mundial, quan es va allistar a l'exèrcit i va treballar com a ajudant de direcció en els films d'entrenament de les tropes nord-americanes. A partir d'aquí, va adquirir una sèrie de coneixements que van ser la base per convertir-lo en un dels directors de referència de la dècada de 1920 a Hollywood. Quan va acabar la guerra es va traslladar a l'esmentada ciutat per incorporar-se a la indústria del cinema. El 1919 es va convertir en ciutadà dels Estats Units.

### Carrera professional
Va treballar en un començament com assistent de director, muntador i guionista, fins que Darryl F. Zanuck li va donar l'oportunitat de dirigir la seva primera pel·lícula Seven Sinners (1925). Després d'aquest inici, el seguirien altres títols com The Caveman (1926) i The New Klondike (1926). Tanmateix, el seu salt a la fama arribaria amb Two Arabian Knights (1927), pel·lícula protagonitzada per William Boyd, Mary Astor i Louis Wolheim. Aquesta pel·lícula li valdria el seu primer Oscar a la millor direcció de comèdia en la primera cerimònia de l'Acadèmia de Hollywood.
A partir d'aquí, els seus projectes es multiplicarien. El següent projecte pel qual seria recordat seria All Quiet on the Western Front (1930), film antibèl·lic protagonitzat per Louis Wolheim que adaptava la coneguda novel·la d'Erich Maria Remarque. Aquesta pel·lícula li valdria el seu segon Oscar com a millor director, aquesta vegada sí, en la categoria actual. Començaria llavors una de les etapes més prolífiques de la seva carrera. Després realitzaria Primera plana (1931), que fou la primera vegada que es portava a la pantalla la gran l'obra teatral de Ben Hetch i Charles MacArthur. La pel·lícula va ser filmada posteriorment per Howard Hawks amb el títol Lluna nova, per Billy Wilder com The Front Page (1974) i per Ted Kotcheff com Interferències. Amb aquesta pel·lícula, Milestone aconseguiria la seva tercera i última nominació.
A la dècada de 1930, treballaria en tots els registres i amb les estrelles de l'època. Va adaptar la novel·la de William Somerset Maugham Pluja (1932) amb Joan Crawford i Walter Huston, el musical Hallelujah, I'm a Bum (1933) amb Al Jolson, el de gènere d'aventures The General Died at Dawn (1936), protagonitzat per Gary Cooper i Madeleine Carroll, i Of Mice and Men (1939), una gran adaptació de De ratolins i homes, text escrit per John Steinbeck. En la dècada de 1940, la seva carrera va entrar en un segon pla. Malgrat això, encara va dirigir projectes destacables com Una passejada al sol (1945), L'estrany amor de Marta Ivers (1946), Arch of Triumph (1948) o The Red Pony (1949), una altra translació cinematogràfica d'una obra de Steinbeck.

### Televisió
En les dues següents dècades, Milestone es va abocar gairebé per complet al nou món de la televisió. Malgrat això, destaquen alguns títols notables com a Halls of Montezuma (1950), Kangaroo (1952) amb Maureen O'Hara i Les Miserables (1952), adaptació de Els Miserables de Victor Hugo. També destaquen La quadrilla dels onze (1960), pel·lícula que coneixeria un remake posterior de Steven Soderbergh, i Motí a la Bounty (1962), film d'aventures protagonitzat per Marlon Brando i Trevor Howard, que ja tenia una versió prèvia dirigida per Frank Lloyd.
El 25 de setembre de 1980, Lewis Milestone moriria a l'edat de 84 anys. Les seves restes es troben al Cementiri Westwood Village Memorial Park de Los Angeles, Califòrnia.

## Filmografia

### Com a director
- 1918 – The Toothbrush
- 1918 – Posture
- 1918 – Positive
- 1919 – Fit to Win
- 1925 – Seven Sinners
- 1926 – The Caveman
- 1926 – The New Klondike
- 1926 – Fine Manners (no surt als crèdits)
- 1927 – The Kid Brother (no surt als crèdits)
- 1927 – Two Arabian Knights
- 1928 – The Garden of Eden
- 1928 – Tempest (no surt als crèdits)
- 1928 – The Racket
- 1929 – New York Nights
- 1929 – Betrayal
- 1930 – Res de nou a l'oest (All Quiet on the Western Front)
- 1931 – Primera plana (The Front Page)
- 1932 – Pluja (Rain)
- 1933 – Hallelujah, I'm a Bum
- 1934 – The Captain Hates the Sea
- 1935 – Paris in Spring
- 1936 – Anything Goes
- 1936 – The General Died at Dawn
- 1939 – Of Mice and Men
- 1939 – The Night of Nights
- 1940 – Units per la fortuna (Lucky Partners)
- 1941 – My Life with Caroline
- 1943 – Edge of Darkness
- 1943 – The North Star
- 1944 – Guest in the House
- 1944 – The Purple Heart
- 1945 – Una passejada al sol (A Walk in the Sun)
- 1946 – L'estrany amor de Marta Ivers (The Strange Love of Martha Ivers)
- 1948 – Arch of Triumph
- 1948 – No Minor Vices
- 1949 – The Red Pony
- 1951 – Halls of Montezuma
- 1952 – Les Misérables
- 1952 – Kangaroo
- 1953 – Melba
- 1954 – They Who Dare
- 1954 – La Vedova X
- 1957 – Have Gun — Will Travel (sèrie de televisió)
- 1959 – Pork Chop Hill
- 1960 – La quadrilla dels onze (Ocean's Eleven)
- 1962 – Motí a la Bounty (Mutiny on the Bounty)
- 1963 – Arrest and Trial (sèrie de televisió)

### Com a guionista
- 1922 – Up and at 'Em
- 1923 – Where the North Begins (com a editor)
- 1924 – The Yankee Consul
- 1924 – Listen Lester
- 1925 – The Mad Whirl
- 1925 – Dangerous Innocence
- 1925 – The Teaser
- 1925 – Bobbed Hair
- 1925 – Seven Sinners (i director)
- 1928 – Tempest (i director) (no acreditat)
- 1940 – Units per la fortuna (Lucky Partners) (i director)
- 1948 – Arch of Triumph (i director)
- 1955 – La Vedova X (i director)